# Lonar
Lonar is een stad en een gemeente in het district Buldhana van de divisie van Amravati, in de Indiase staat Maharashtra.

## Beschrijving
Lonar is de centrumplaats van het district Buldhana en bevindt zich vlak bij Mehkar. Het is een belangrijke districtsplaats en is vooral beroemd vanwege de Lonarkrater en het Lonarmeer.

## Locatie
Lonar bevindt zich 550 kilometer van Mumbai, 160 kilometer van de stad Aurangabad en 140 kilometer van Buldhana.

## Logistiek en natuurfenomeen
Het dichtstbijzijnde treinstation is Malkapur vlak bij Bhusawal op de route Mumbai - Bhusawal - Nagpur die geëxploiteerd wordt door Central Railway. Het enige zoutwatermeer in basaltsteen is te vinden in Lonar, mogelijk veroorzaakt door een meteorietinslag. Dit meer is een grote toeristische attractie.

## Demografie
Volgens de Indiase volkstelling van 2001 wonen er 20.082 mensen in Lonar, waarvan 52% mannelijk en 48% vrouwelijk is. De plaats heeft een alfabetiseringsgraad van 66%. 